# Leiocithara musae
Leiocithara musae é uma espécie de gastrópode do gênero Leiocithara, pertencente a família Mangeliidae.